# Hypochaetes
Hypochaetes là một chi bọ cánh cứng trong họ 
Elateridae.
Chi này được miêu tả khoa học năm 1859 bởi Bonvouloir.

## Các loài
Chi này có các loài:
- Hypochaetes sericeus Bonvouloir, 1859